# WR 136
WR 136 (V1770 Cygni / HD 192163 / HIP 99546) és un estel a la constel·lació del Cigne, de magnitud aparent +7,48, situada al centre de la nebulosa Mitjalluna. S'hi troba a uns 4.110 anys llum (1260 parsecs) de distància del sistema solar.
WR 136 és una estrella de Wolf-Rayet de tipus espectral WN6 amb una lluminositat 500.000 vegades superior a la del Sol. Té una temperatura superficial de 73.000 K. La seva edat s'estima en sols 4,5 milions d'anys, una mil·lèsima part de l'edat del Sol, però ja s'hi troba en les fases finals de la seva evolució estel·lar. Anteriorment va ser una supergegant vermella amb una massa 30 vegades major que la del Sol i fa uns 250.000 anys va expulsar les seves capes exteriors. Ara, en la seva fase com a estel de Wolf-Rayet, el material que va ser expel·lit és alcançat pel fort vent estel·lar que sorgeix de l'estel i escalfat, per la qual cosa rellueix novament, formant la nebulosa d'emissió. L'estel perd massa molt de pressa, l'equivalent a la massa solar cada 10.000 anys. S'estima que en uns 100.000 anys —si encara és prou massiva— explotarà com una supernova.
Recentment s'ha proposat que WR 136 pot ser un estel binari. La seva companya, de tipus espectral K o M, empraria una mica més de 5 dies a completar una òrbita al voltant de l'estel principal, sent en tal cas el sistema un possible precursor d'una binària de baixa massa emissora de raigs X (LMXB en anglès).